# D-lisopina deidrogenasi
La D-lisopina deidrogenasi è un enzima appartenente alla classe delle ossidoreduttasi, che catalizza la seguente reazione:
N2-(D-1-carbossietil)-L-lisina + NADP+ + H2O ⇄ L-lisina + piruvato + NADPH + H+
Nella reazione inversa, un certo numero di L-aminoacidi possono agire al posto della L-lisina, ed il 2-ossobutanoato e, in misura minore, il gliossilato possono agire al posto del piruvato.